# 張平 (北宋)
張平（925年—987年），北宋青州临朐（今山东临朐县）人。
張平开始担任滁州马步都虞候。秦王赵廷美领贵州，張平为亲吏。宋太宗即位，張平补右班殿直，在秦州、陇州监市木，建置都务，计水陆之费，以春秋二季联巨筏，自渭河达黄河，运至京师，良材堆积如山。因功升为供奉官、监阳平都木务兼造船场，共九年，省官钱八十万缗，他是船坞的发明者。雍熙年间，同知三班事，历任如京使、西上閤门使、客省使、盐铁使。喜欢史传，藏书数千卷，为人宽厚。听说李安揭发他在阳平有奸利之事，忧惧成疾而亡，赠右千牛卫上将军。